# 普羅杜比伊夫卡
50°12′24″N 29°11′48″E / 50.20667°N 29.19667°E
普羅杜比伊夫卡（烏克蘭語：Продубіївка）是烏克蘭北部的村莊，隸屬日托米爾州的日托米爾區。該村面積0.79平方公里，海拔高度207米，2001年人口137，人口密度每平方公里174.3人。